# Guido Cappellotto
Guido Cappellotto (ur. 1 stycznia 1952 w Monzy) – włoski kierowca wyścigowy.

## Kariera
Cappellotto rozpoczął karierę w międzynarodowych wyścigach samochodowych w 1975 roku od startów we  Włoskiej Formule 3, gdzie jednak nie zdobywał punktów. W późniejszych latach pojawiał się także w stawce Europejskiej Formuły 3, Włoskiej Formuły 2000, World Challenge for Endurance Drivers, Grand Prix Monza oraz Grand Prix Monako.